# Myochrous austrinus
Myochrous austrinus är en skalbaggsart som beskrevs av Blake 1950. Myochrous austrinus ingår i släktet Myochrous och familjen bladbaggar. Inga underarter finns listade i Catalogue of Life.